# Marko Pustišek
Marko Pustišek (* 1963 in Zagreb) ist ein deutscher Schauspieler.
Pustišek studierte Veterinärmedizin mit Promotion und absolvierte ein Studium der Philosophie, ebenfalls mit Promotion. Außerdem studierte er von 1992 bis 1996 Theaterwissenschaften und Musikwissenschaft an der Universität Wien. Seine Schauspielausbildung erfolgte an der Schauspielschule Prof. Krauss in Wien. 1996 legte er dort die Abschlussprüfung als Bühnenschauspieler ab.
Während seiner Ausbildung hatte er ab 1995 einen Vertrag als Eleve am Theater in der Josefstadt. Von 1997 bis 2004 spielte er dort regelmäßig und war von 1997 bis 2000 festes Ensemblemitglied. 2001 war er als Bühnenschauspieler am Stadttheater Klagenfurt engagiert. Dort trat er als Ritter Flammberg in Das Käthchen von Heilbronn und als Bernhard in Tod eines Handlungsreisenden auf. Weitere Theaterengagements hatte Pustišek beim Schlossfestival Weitra (2006/2007), an der Landesbühne Hannover (2006), am  Gloria-Theater in Wien (2008), am Theater an der Kö in Düsseldorf (ab 2008), am Theater am Dom in Köln (ab 2010) sowie am Schlosspark-Theater in Berlin, wo er u. a. 2015 Antonio Salieri in dem Shaffer-Stück Amadeus spielte.
Marko Pustišek wirkte in Fernsehproduktionen wie SOKO 5113, Schloßhotel Orth und Alles was zählt mit. Durch seine Rolle als Anton Coretti in Alles was zählt erlangte Pustišek größere Bekanntheit im deutschen Fernsehen. Im Kinofilm Balkan Traffic – Übermorgen Nirgendwo (2007) hatte er eine der Hauptrollen. Im Wiener Tatort: Kein Entkommen (Erstausstrahlung: Februar 2012) spielte er die Rolle des serbischen Killers Zeljko Jovanovic.